# Grecy
Grecy (gr. Έλληνες) – naród używający jednego z języków grupy indoeuropejskiej. Tworzące go plemiona dotarły na tereny Grecji w II tysiącleciu p.n.e.

## Nazwa własna
Na przestrzeni wieków nazwa własna Greków ewoluowała.
Do poł. XX w. używana m.in. była (zwłaszcza w gwarach ludowych) średniowieczna nazwa własna „Rzymianie” (Romios).

## Historia

### Starożytność
W starożytności Grecy dzielili się na wiele plemion, wśród których wyróżnia się kilka podstawowych grup: plemiona północno-zachodnie, do których zaliczali się Dorowie, następnie Jonowie i Achajowie (w tym Arkadyjczycy, Eolowie, Tessalowie, Beoci i Grecy z Cypru). Prawdopodobnie w czasie inwazji Dorów skolonizowali wybrzeże Azji Mniejszej, wywierając od tego czasu znaczny wpływ na kulturę innych ludów tego półwyspu. W VII i VI w. p.n.e. skolonizowali znaczną część basenu Morza Śródziemnego i Czarnego, przede wszystkim Sycylię i południową Italię. Od czasu podbojów Aleksandra Wielkiego rozprzestrzenili się na Bliskim Wschodzie, w licznych miastach między Egiptem (Aleksandria) a Baktrią. Grecy dzięki morskim podróżom i kolonizacji zetknęli się z cywilizacjami Wschodu, od których przejęli wiele osiągnięć. Po wojnach perskich ich stosunek do innych ludów uległ zmianie. Zaczęli uważać ich za barbarzyńców – ludzi niższego rzędu.

### Czasy nowożytne
Obecnie Grecy skupiają się w przeważającej większości na terenie Grecji, gdzie są narodem państwowym i dominującą grupą etniczną. Poza Grecją rdzenną, zadomowioną ludnością są grupy Greków na Bliskim Wschodzie, w graniczącej z Grecją południowej części Albanii (Epir Północny) i w południowych Włoszech (Italogrecy). Oprócz tego, w wyniku intensywnej emigracji z Grecji i z obecnej Turcji, w czasach nowożytnych, liczne kolonie greckich emigrantów żyją w wielkich miastach Europy Zachodniej, Ameryki Północnej i Australii.
Kilkaset tysięcy Pontów – chrześcijan greckiego pochodzenia (starogreckie: Eyxinos Pontos – Morze Czarne, oraz Pont – dawna grecka kraina w obecnej Turcji), ciągle jeszcze zamieszkuje Ukrainę, Rosję, Gruzję i Armenię. Ich językiem ojczystym jest rosyjski, lecz utrzymują więź także z Grecją. Z tej grupy pochodzą m.in. Jelena Isinbajewa (18-krotna mistrzyni świata w skoku o tyczce) oraz jej rywalka Swietłana Fieofanowa.  Pod koniec czerwca 1944 wysiedlono z Krymu 15 040 radzieckich Greków i pewną liczbę obywateli greckich wraz z Bułgarami i Ormianami.
- Kilkaset tysięcy muzułmanów, z tureckich wybrzeży Morza Czarnego posługuje się w domu językiem pontyjskim, zbliżonym do starogreckiego. Według badaczy tureckich w prowincji Trabzon (Wschodnia Turcja, Pont) jest to aż 44% rodzin.
- Większa część spośród kilkusettysięcznej grupy obywateli Grecji, używających na co dzień także innych niż grecki języków (zwłaszcza rosyjskiego, lokalnego południowo-słowiańskiego lub arumuńskiego), uważa się za naturalną część narodu Greków[6]

### Grecy w Polsce
Wskutek wojny domowej w Grecji (1946-1949) ok. czternastu tysięcy uchodźców greckich przyjechało do Polski. Większa część pozostała tu przez dziesięciolecia. Postrzegano ich jako powstańców walczących najpierw o wolność ojczyzny, następnie, wygnańców za śmiałą walkę o prawa człowieka i prawa obywatelskie, toteż przyjęto serdecznie. Wielu Greków współtworzyło potem polską kulturę i naukę. Powracali do ojczyzny po upadku rządów czarnych pułkowników w 1974 r. Drugie pokolenie były to zwykle rodziny mieszane, wychowywane w asymilacji z polskością. Wyjeżdżali do Grecji w okresie, gdy licznie emigrowali tam także młodzi Polacy i podobnie, część z nich powróciła potem do Polski. Obecnie mieszka w Polsce głównie trzecie i czwarte pokolenie wychodźców, postrzegane przez otoczenie jako Polacy, choć utrzymujący także bliski kontakt z Grecją i językiem greckim.